# Nematolebias
Nematolebias ist eine Gattung der Saisonfische aus der Familie Rivulidae und gehört zur Gruppe der Eierlegenden Zahnkarpfen. Das Verbreitungsgebiet der Arten dieser Gattung ist auf die Küstenebenen Rio de Janeiros in Südostbrasilien beschränkt, wo sie temporäre Gewässer bewohnen.

## Merkmale
Nematolebias-Arten unterscheiden sich von Arten der anderen Gattungen des Tribus Cynolebiini durch einen orangefarbenen Streifen im unteren Bereich der Afterflosse der Männchen, welcher mit goldenen Glanzlinien durchzogen ist. Weitere Unterscheidungsmerkmale dieser Gattung werden in der Morphologie der Kontaktorgane der Männchen, des Kiefers und der Wirbelsäule beschrieben.

## Arten
Die Gattung Nematolebias umfasst folgende drei Arten:
- Nematolebias catimbau Costa, Amorim & Aranha, 2014
- Nematolebias papilliferus Costa, 2002
- Nematolebias whitei (Myers, 1942)